# Clasificación para la Copa Oro Femenina de la Concacaf de 2024
La Clasificación para la Copa Oro de Concacaf W de 2024 fue el torneo que clasificó a 6 equipos a la Copa Oro de Concacaf W de 2024 que se realiza en Estados Unidos.

## Formato de competición
El evento clasificatorio se compone de 2 fases:
Liga de Naciones Femenina de la Concacaf
35 equipos participarán en la clasificatoria en un sistema de Liga de Naciones, en donde los mejores de cada grupo se promocionan a una liga superior o a un determinado torneo, en cambio los últimos lugares de cada grupo se mantienen en la misma o descienden a una liga inferior.
- Liga A: 9 equipos (mejores clasficados) divididos en 3 grupos de 3 equipos. Los ganadores de cada grupo clasificarán de forma directa a la Copa Oro de Concacaf W de 2024.
- Liga B: 12 equipos (siguientes mejores clasficados) divididos en 3 grupos de 4 equipos.
- Liga C: 14 (siguientes clasificados) divididos en 2 grupos de 4 equipos y 2 grupos de 3 equipos cada uno.

Se disputó en seis fechas de septiembre a noviembre de 2023.
Repesca para la Copa Oro Femenina de la Concacaf de 2024
Participaron 6 equipos. Accedieron a la repesca los segundos lugares de los 3 grupos de la Liga A y los 3 ganadores de los grupos de la Liga B. Se disputó en febrero de 2024.

## Equipos participantes
Participaron 35 equipos nacionales afiliados a la Concacaf.

El 27 de abril de 2023 se confirmaron los 33 equipos participantes, sin embargo, el Consejo de la Concacaf aprobó la inscripción tardía de Bonaire, Cuba y Santa Lucía el día 11 de mayo de 2023. Estos 3 equipos fueron colocados directamente en la Liga C (independientemente de su clasificación) para preservar la integridad de las ligas.

### Sorteo
El sorteo de grupos se realizó el 17 de mayo de 2023 en Miami, Estados Unidos, sede de la Concacaf.

Los bombos fueron ordenados de acuerdo a la Clasificación de Selecciones Nacionales Femeninas de la Concacaf publicada en marzo de 2023.
| Bombo | Equipo                 |
| ----- | ---------------------- |
| 1     | Canadá o Jamaica       |
| 1     | Costa Rica             |
| 1     | México                 |
| 2     | Panamá                 |
| 2     | Haití                  |
| 2     | Trinidad y Tobago      |
| 3     | Guatemala              |
| 3     | Puerto Rico            |
| 3     | San Cristóbal y Nieves |

| Bombo | Equipo                       |
| ----- | ---------------------------- |
| 1     | El Salvador                  |
| 1     | Guyana                       |
| 1     | República Dominicana         |
| 2     | Bermudas                     |
| 2     | Nicaragua                    |
| 2     | Antigua y Barbuda            |
| 3     | Honduras                     |
| 3     | Surinam                      |
| 3     | San Vicente y las Granadinas |
| 4     | Martinica                    |
| 4     | Barbados                     |
| 4     | Dominica                     |

| Bombo | Equipo                         |
| ----- | ------------------------------ |
| 1     | Cuba                           |
| 1     | Islas Vírgenes Estadounidenses |
| 1     | Belice                         |
| 1     | Curazao                        |
| 2     | Islas Caimán                   |
| 2     | Santa Lucía                    |
| 2     | Aruba                          |
| 2     | Granada                        |
| 3     | Anguila                        |
| 3     | Islas Turcas y Caicos          |
| 3     | Islas Vírgenes Británicas      |
| 3     | Bahamas                        |
| 3     | Guadalupe                      |
| 4     | Bonaire                        |
| 4     | Sint Maarten                   |

## Liga A

### Grupo A
| Pos. | Equipo            | Pts. | PJ | G | E | P | GF | GC | Dif. | Clasificación   |
| ---- | ----------------- | ---- | -- | - | - | - | -- | -- | ---- | --------------- |
| 1    | México            | 12   | 4  | 4 | 0 | 0 | 12 | 1  | +11  | Copa Oro W 2024 |
| 2    | Puerto Rico       | 4    | 4  | 1 | 1 | 2 | 3  | 6  | −3   | Repesca         |
| 3    | Trinidad y Tobago | 1    | 4  | 0 | 1 | 3 | 1  | 9  | −8   |                 |

Actualizado a los partidos jugados el 5 de diciembre de 2023.
 Fuente: Concacaf
| 22 de septiembre de 2023 | México                       | 2:1 (1:1) | Puerto Rico              | Estadio Azteca, Ciudad de México                        |                                                         |
| 20:00 (UTC-6)            | Sánchez 45+1' · Camberos 59' | Reporte   | 11' (a.g.) Ki. Rodríguez | Asistencia: 13 882 espectadores Árbitra: Tatiana Guzmán | Asistencia: 13 882 espectadores Árbitra: Tatiana Guzmán |

| 26 de septiembre de 2023 | México                                                                    | 6:0 (6:0) | Trinidad y Tobago | Estadio Hidalgo, Pachuca |                        |
| 20:00 (UTC-6)            | Sánchez 3' · Espinoza 10' · Cervantes 19', 42' · Delgado 25' · Corral 39' | Reporte   |                   | Árbitra: Natalie Simon   | Árbitra: Natalie Simon |

| 27 de octubre de 2023 | Trinidad y Tobago | 1:2 (0:1) | Puerto Rico                  | Estadio Hasely Crawford, Puerto España |                         |
| 19:00 (UTC-4)         | Alí 49'           | Reporte   | 30' Rodríguez · 54' Aguilera | Árbitra: Sandra Benítez                | Árbitra: Sandra Benítez |

| 31 de octubre de 2023 | Puerto Rico | 0:0     | Trinidad y Tobago | Estadio Juan Ramón Loubriel, Bayamón |                      |
| 15:30 (UTC-4)         |             | Reporte |                   | Árbitra: Merlin Soto                 | Árbitra: Merlin Soto |

| 1 de diciembre de 2023 | Puerto Rico | 0:3 (0:0) | México                            | Estadio Juan Ramón Loubriel, Bayamón |                              |
| 20:00 (UTC-4)          |             | Reporte   | 47' Mauleón · 63', 90+2' Palacios | Árbitra: Carly Shaw-MacLaren         | Árbitra: Carly Shaw-MacLaren |

| 5 de diciembre de 2023 | Trinidad y Tobago | 0:1 (0:1) | México     | Estadio Hasely Crawford, Puerto España |                         |
| 19:00 (UTC-4)          |                   | Reporte   | 40' Ferral | Árbitra: Melissa Borjas                | Árbitra: Melissa Borjas |

### Grupo B
| Pos. | Equipo    | Pts. | PJ | G | E | P | GF | GC | Dif. | Clasificación   |
| ---- | --------- | ---- | -- | - | - | - | -- | -- | ---- | --------------- |
| 1    | Panamá    | 7    | 4  | 2 | 1 | 1 | 8  | 5  | +3   | Copa Oro W 2024 |
| 2    | Guatemala | 5    | 4  | 1 | 2 | 1 | 6  | 8  | −2   | Repesca         |
| 3    | Jamaica   | 3    | 4  | 0 | 3 | 1 | 5  | 6  | −1   |                 |

Actualizado a los partidos jugados el 3 de diciembre de 2023.
 Fuente: Concacaf
| 20 de septiembre de 2023 | Guatemala | 0:3 (0:1) | Panamá                                | Estadio Pensativo, Antigua Guatemala |                              |
| 18:00 (UTC-6)            |           | Reporte   | 35' Tanner · 74' Cox · 82' Montenegro | Árbitra: Carly Shaw-MacLaren         | Árbitra: Carly Shaw-MacLaren |

| 24 de septiembre de 2023 | Panamá                    | 2:3 (2:1) | Guatemala                          | Estadio Universitario, Penonomé |                           |
| 18:00 (UTC-5)            | Castillo 38' · Tanner 40' | Reporte   | 17' Monterroso · 67', 90' Martínez | Árbitra: Francia González       | Árbitra: Francia González |

| 25 de octubre de 2023 | Panamá                        | 2:1 (1:1) | Jamaica    | Estadio Rommel Fernández, Ciudad de Panamá |                      |
| 19:00 (UTC-5)         | Keene 44' (a.g.) · Cedeño 84' | Reporte   | 21' Walker | Árbitra: Mirian León                       | Árbitra: Mirian León |

| 29 de octubre de 2023 | Jamaica                    | 2:2 (1:1) | Guatemala                   | Independence Park, Kingston |                            |
| 18:00 (UTC-5)         | Johnson 32' · Vidaurre 52' | Reporte   | 28' Ramírez · 56' Solórzano | Árbitra: Diana Pérez Borja  | Árbitra: Diana Pérez Borja |

| 29 de noviembre de 2023 | Jamaica     | 1:1 (1:1) | Panamá         | Independence Park, Kingston |                         |
| 19:00 (UTC-5)           | Buckley 45' | Reporte   | 30' (pen.) Cox | Árbitra: Melissa Borjas     | Árbitra: Melissa Borjas |

| 3 de diciembre de 2023 | Guatemala           | 1:1 (1:0) | Jamaica      | Estadio Doroteo Guamuch Flores, Ciudad de Guatemala |                       |
| 18:00 (UTC-6)          | Martínez 10' (pen.) | Reporte   | 66' Richards | Árbitra: Katia García                               | Árbitra: Katia García |

### Grupo C
| Pos. | Equipo                 | Pts. | PJ | G | E | P | GF | GC | Dif. | Clasificación   |
| ---- | ---------------------- | ---- | -- | - | - | - | -- | -- | ---- | --------------- |
| 1    | Costa Rica             | 9    | 4  | 3 | 0 | 1 | 32 | 2  | +30  | Copa Oro W 2024 |
| 2    | Haití                  | 9    | 4  | 3 | 0 | 1 | 26 | 2  | +24  | Repesca         |
| 3    | San Cristóbal y Nieves | 0    | 4  | 0 | 0 | 4 | 0  | 54 | −54  |                 |

Actualizado a los partidos jugados el 4 de diciembre de 2023.
 Fuente: Concacaf
| 21 de septiembre de 2023 | Haití        | 1:0 (0:0) | Costa Rica | Estadio Olímpico Félix Sánchez, Santo Domingo (República Dominicana) |                          |
| 20:00 (UTC-4)            | Mondésir 70' | Reporte   |            | Árbitra: Myriam Marcotte                                             | Árbitra: Myriam Marcotte |

| 25 de septiembre de 2023 | Costa Rica | 11:0 (7:0) | San Cristóbal y Nieves | Estadio Alejandro Morera Soto, Alajuela |                         |
| 19:00 (UTC-6)            | Elizondo 4' · Herrera 9', 73', 80' · Rodríguez 22', 58' (pen.) · Pinell 24' · Chinchilla 25', 40', 67' · G. Villalobos 43' | Reporte    |                        | Árbitra: Astrid Gramajo                 | Árbitra: Astrid Gramajo |

| 26 de octubre de 2023 | San Cristóbal y Nieves | 0:11 (0:8) | Haití | SKNFA Technical Center, Basseterre |                     |
| 19:00 (UTC-4)         |                        | Reporte    | 13', 29', 32', 45+5', 55' Dumornay · 20' (pen.), 44', 89' Mondésir · 26' K. Louis · 36' Borgella · 90+2' Joseph | Árbitra: Tori Penso                | Árbitra: Tori Penso |

| 30 de octubre de 2023 | Haití | 13:0 (6:0) | San Cristóbal y Nieves | SKNFA Technical Center, Basseterre (San Cristóbal y Nieves) |                           |
| 18:00 (UTC-4)         | K. Louis 4', 17' · B. Louis 8', 20', 26', 63', 90+6' · Dumornay 13', 54', 62' · Vanuxeem 85' · Étienne 90' · Mondésir 90+2' | Reporte    |                        | Árbitra: Francia González                                   | Árbitra: Francia González |

| 30 de noviembre de 2023 | Costa Rica                           | 2:1 (1:0) | Haití        | Estadio Alejandro Morera Soto, Alajuela |                          |
| 19:00 (UTC-6)           | G. Villalobos 13' · A. Herrera 90+8' | Reporte   | 55' Mondésir | Árbitra: Odette Hamilton                | Árbitra: Odette Hamilton |

| 4 de diciembre de 2023 | San Cristóbal y Nieves | 0:19 (0:12) | Costa Rica | SKNFA Technical Center, Basseterre |                        |
| 19:00 (UTC-4)          |                        | Reporte     | 1', 5' (pen.), 8', 10', 23', 45+4', 50' Salas · 3', 43' A. Herrera · 18' G. Villalobos · 25' F. Villalobos · 44' Scott · 45+3' (pen.) Rodríguez · 59' M. Herrera · 64' Pinell · 67' Del Campo · 89', 90+2' Fonseca · 90+1' Valenciano | Árbitra: Natalie Simon             | Árbitra: Natalie Simon |

## Liga B

### Grupo A
| Pos. | Equipo            | Pts. | PJ | G | E | P | GF | GC | Dif. | Clasificación |
| ---- | ----------------- | ---- | -- | - | - | - | -- | -- | ---- | ------------- |
| 1    | Guyana            | 15   | 6  | 5 | 0 | 1 | 20 | 2  | +18  | Repesca       |
| 2    | Surinam           | 12   | 6  | 4 | 0 | 2 | 17 | 2  | +15  |               |
| 3    | Antigua y Barbuda | 4    | 6  | 1 | 1 | 4 | 3  | 8  | −5   |               |
| 4    | Dominica          | 4    | 6  | 1 | 1 | 4 | 2  | 30 | −28  |               |

Actualizado a los partidos jugados el 3 de diciembre de 2023.
 Fuente: Concacaf
| 20 de septiembre de 2023 | Dominica | 0:4 (0:1) | Surinam                                              | Windsor Park Stadium, Roseau |                      |
| 15:00 (UTC-4)            |          | Reporte   | 7' Stekkinger · 50' Lantveld · 56' Patra · 73' Riley | Árbitra: Merlin Soto         | Árbitra: Merlin Soto |

| 20 de septiembre de 2023 | Antigua y Barbuda | 2:1 (1:0) | Guyana          | ABFA Technical Centre, Piggotts |                         |
| 16:00 (UTC-4)            | De Suza 13', 51'  | Reporte   | 62' (pen.) Desa | Árbitra: Annays Rosario         | Árbitra: Annays Rosario |

| 24 de septiembre de 2023 | Guyana                                           | 5:0 (4:0) | Dominica | Wildey Turf Stadium, Saint Michael, Barbados |                          |
| 16:00 (UTC-4)            | Trim 5', 25' · Desa 8' (pen.) · Charles 30', 64' | Reporte   |          | Árbitra: Neressa Goldson                     | Árbitra: Neressa Goldson |

| 24 de septiembre de 2023 | Surinam             | 1:0 (1:0) | Antigua y Barbuda | Estadio Franklin Essed, Paramaribo |                         |
| 19:00 (UTC-3)            | Lantveld 16' (pen.) | Reporte   |                   | Árbitra: Sandra Benítez            | Árbitra: Sandra Benítez |

| 25 de octubre de 2023 | Dominica | 0:0     | Antigua y Barbuda | Daren Sammy Cricket Ground, Gros Islet, Santa Lucía |                            |
| 15:00 (UTC-4)         |          | Reporte |                   | Árbitra: Shandor Wilkinson                          | Árbitra: Shandor Wilkinson |

| 25 de octubre de 2023 | Surinam | 0:1 (0:1) | Guyana     | Estadio Franklin Essed, Paramaribo |                          |
| 18:00 (UTC-3)         |         | Reporte   | 41' Alferd | Árbitra: Neressa Goldson           | Árbitra: Neressa Goldson |

| 29 de octubre de 2023 | Antigua y Barbuda | 1:2 (1:1) | Dominica                  | ABFA Technical Center, Piggotts |                          |
| 13:00 (UTC-4)         | Drew 4'           | Reporte   | 19' (pen.), 82' Humphreys | Árbitra: Janeishka Cabán        | Árbitra: Janeishka Cabán |

| 29 de octubre de 2023 | Guyana      | 1:0 (1:0) | Surinam | Estadio Franklin Essed, Paramaribo, Surinam |                         |
| 16:00 (UTC-3)         | Charles 24' | Reporte   |         | Árbitra: Crystal Sobers                     | Árbitra: Crystal Sobers |

| 29 de noviembre de 2023 | Antigua y Barbuda | 0:1 (0:1) | Surinam     | ABFA Technical Center, Piggotts |                         |
| 16:00 (UTC-4)           |                   | Reporte   | 45+3' Patra | Árbitra: Janeiska Caban         | Árbitra: Janeiska Caban |

| 29 de noviembre de 2023 | Dominica | 0:9 (0:5) | Guyana                                                                                            | Estadio Franklin Essed, Paramaribo, Surinam |                        |
| 19:00 (UTC-3)           |          | Reporte   | 4', 74', 79' Charles · 19' Alferd · 28' (pen.) Desa · 34' Kouzas · 38', 88' Vincent · 61' Tribune | Árbitra: Kedeen Foster                      | Árbitra: Kedeen Foster |

| 3 de diciembre de 2023 | Guyana                                    | 3:0 (1:0) | Antigua y Barbuda | Estadio Franklin Essed, Paramaribo, Surinam |                          |
| 18:00 (UTC-3)          | Vincent 39' · Charles 63' · Liverpool 85' | Reporte   |                   | Árbitra: Neressa Goldson                    | Árbitra: Neressa Goldson |

| 3 de diciembre de 2023 | Surinam | 11:0 (7:0) | Dominica | Estadio Franklin Essed, Paramaribo |                            |
| 21:00 (UTC-3)          | Patra 2', 46', 90+5' · George 9' (a.g.) · Bhagerath 14' · Chong 16', 52' · Stekkinger 19' (pen.) · Loe-A-Foe 33' · Vaissaire 45+4' · Lancaster 82' (a.g.) | Reporte    |          | Árbitra: Shandor Wilkinson         | Árbitra: Shandor Wilkinson |

### Grupo B
| Pos. | Equipo      | Pts. | PJ | G | E | P | GF | GC | Dif. | Clasificación |
| ---- | ----------- | ---- | -- | - | - | - | -- | -- | ---- | ------------- |
| 1    | El Salvador | 18   | 6  | 6 | 0 | 0 | 24 | 2  | +22  | Repesca       |
| 2    | Martinica   | 7    | 6  | 2 | 1 | 3 | 7  | 15 | −8   |               |
| 3    | Nicaragua   | 5    | 6  | 1 | 2 | 3 | 5  | 11 | −6   |               |
| 4    | Honduras    | 4    | 6  | 1 | 1 | 4 | 5  | 13 | −8   |               |

Actualizado a los partidos jugados el 3 de diciembre de 2023.
 Fuente: Concacaf
| 20 de septiembre de 2023 | Martinica | 0:2 (0:1) | Honduras       | Estadio Pierre-Aliker, Fort-de-France |                          |
| 18:30 (UTC-4)            |           | Reporte   | 7', 52' Puerto | Árbitra: Amairany García              | Árbitra: Amairany García |

| 20 de septiembre de 2023 | Nicaragua | 0:3 (0:2) | El Salvador                                  | Estadio Nacional de Fútbol, Managua |                         |
| 20:00 (UTC-6)            |           | Reporte   | 21' (pen.) Cerén · 32' Gutiérrez · 66' Gómez | Árbitra: Crystal Sobers             | Árbitra: Crystal Sobers |

| 24 de septiembre de 2023 | El Salvador                                                                                   | 9:1 (7:1) | Martinica | Estadio Las Delicias, Santa Tecla |                           |
| 17:00 (UTC-6)            | Gómez 3', 21' · Cerén 16', 70' · Gutiérrez 26', 43' · Amaya 34' · Fuentes 45+1' · Sánchez 77' | Reporte   | 13' Carin | Árbitra: Kimberly Sánchez         | Árbitra: Kimberly Sánchez |

| 25 de septiembre de 2023 | Honduras       | 1:1 (0:1) | Nicaragua | Estadio Chelato Uclés, Tegucigalpa |                      |
| 19:00 (UTC-6)            | B. Murillo 71' | Reporte   | López 40' | Árbitra: Diana Pérez               | Árbitra: Diana Pérez |

| 25 de octubre de 2023 | Martinica | 1:0 (1:0) | Nicaragua | Estadio Pierre Aliker, Fort-de-France |                        |
| 16:00 (UTC-4)         | Gaydu 43' | Reporte   |           | Árbitra: Natalie Simon                | Árbitra: Natalie Simon |

| 26 de octubre de 2023 | Honduras | 0:1 (0:0) | El Salvador | Estadio Chelato Uclés, Tegucigalpa |                         |
| 21:00 (UTC-6)         |          | Reporte   | 57' Fuentes | Árbitra: Astrid Gramajo            | Árbitra: Astrid Gramajo |

| 29 de octubre de 2023 | El Salvador                                                 | 5:0 (2:0) | Honduras | Estadio 'Mágico' González, San Salvador |                         |
| 20:00 (UTC-6)         | Gutiérrez 12' · Fuentes 25', 57' · Gómez 61' · Y. López 88' | Reporte   |          | Árbitra: Alyssa Nichols                 | Árbitra: Alyssa Nichols |

| 29 de octubre de 2023 | Nicaragua  | 1:1 (1:1) | Martinica   | Estadio Nacional de Fútbol, Managua |                           |
| 21:00 (UTC-6)         | Flores 33' | Reporte   | 44' Salomon | Árbitra: Mayary Cartagena           | Árbitra: Mayary Cartagena |

| 29 de noviembre de 2023 | Nicaragua        | 2:1 (1:1) | Honduras   | Estadio Independencia, Estelí |                        |
| 18:00 (UTC-6)           | Aguilar 12', 51' | Reporte   | 16' Puerto | Árbitra: Alex Billeter        | Árbitra: Alex Billeter |

| 29 de noviembre de 2023 | Martinica | 0:2 (0:0) | El Salvador                    | Estadio Pierre-Aliker, Fort-de-France |                         |
| 20:00 (UTC-4)           |           | Reporte   | 64' Sánchez · 79' (pen.) Cerén | Árbitra: Crystal Sobers               | Árbitra: Crystal Sobers |

| 3 de diciembre de 2023 | Honduras   | 1:4 (1:1) | Martinica                                       | Estadio Chelato Uclés, Tegucigalpa |                          |
| 13:00 (UTC-6)          | Puerto 17' | Reporte   | 21' Bellance-Lapointe · 63', 85', 90+4' Tarrieu | Árbitra: Danielle Chesky           | Árbitra: Danielle Chesky |

| 3 de diciembre de 2023 | El Salvador                                                              | 4:1 (2:1) | Nicaragua | Estadio 'Mágico' González, San Salvador |                          |
| 15:00 (UTC-6)          | Sánchez 25' · Cerén 35' (pen.) · Altamirano 86' (a.g.) · Velásquez 90+2' | Reporte   | 4' Flores | Árbitra: Karen Hernández                | Árbitra: Karen Hernández |

### Grupo C
| Pos. | Equipo                       | Pts. | PJ | G | E | P | GF | GC | Dif. | Clasificación |
| ---- | ---------------------------- | ---- | -- | - | - | - | -- | -- | ---- | ------------- |
| 1    | República Dominicana         | 15   | 6  | 5 | 0 | 1 | 24 | 3  | +21  | Repesca       |
| 2    | Bermudas                     | 13   | 6  | 4 | 1 | 1 | 14 | 5  | +9   |               |
| 3    | Barbados                     | 4    | 6  | 1 | 1 | 4 | 11 | 19 | −8   |               |
| 4    | San Vicente y las Granadinas | 3    | 6  | 1 | 0 | 5 | 4  | 26 | −22  |               |

Actualizado a los partidos jugados el 5 de diciembre de 2023.
 Fuente: Concacaf
| 22 de septiembre de 2023 | Bermudas           | 2:0 (2:0) | República Dominicana | National Sports Centre, Devonshire |                          |
| 19:00 (UTC-3)            | Masters 10', 45+1' | Reporte   |                      | Árbitra: Karen Hernández           | Árbitra: Karen Hernández |

| 22 de septiembre de 2023 | Barbados                                                     | 5:0 (4:0) | San Vicente y las Granadinas | Wildey Turf Stadium, Saint Michael |                         |
| 19:00 (UTC-4)            | Stevenson 11' · Cyrus 19', 22', 45+2' · Burnett-Griffith 74' | Reporte   |                              | Árbitra: Alyssa Nichols            | Árbitra: Alyssa Nichols |

| 26 de septiembre de 2023 | San Vicente y las Granadinas | 0:4 (0:2) | Bermudas                                                     | Arnos Vale Sporting Complex, Kingstown |                         |
| 15:00 (UTC-4)            |                              | Reporte   | Ratteray-Smith 14', 39' · Frazzoni 78' · Brangman 86' (pen.) | Árbitra: Priscila Pérez                | Árbitra: Priscila Pérez |

| 26 de septiembre de 2023 | República Dominicana               | 3:0 (1:0) | Barbados | Estadio Olímpico Félix Sánchez, Santo Domingo |                          |
| 19:00 (UTC-4)            | Torreira 39' · Reed 53' · Kara 55' | Reporte   |          | Árbitra: Odette Hamilton                      | Árbitra: Odette Hamilton |

| 27 de octubre de 2023 | San Vicente y las Granadinas | 0:8 (0:6) | República Dominicana                                                                  | Arnos Vale Sporting Complex, Kingstown |                        |
| 15:00 (UTC-4)         |                              | Reporte   | 1' Kara · 9', 40', 58' Jackson · 17', 33' González · 23' (pen.) Peralta · 87' Cabrera | Árbitra: Kedeen Foster                 | Árbitra: Kedeen Foster |

| 27 de octubre de 2023 | Barbados  | 1:1 (0:1) | Bermudas  | Wildey Turf Stadium, Saint Michael |                           |
| 19:00 (UTC-4)         | Forde 47' | Reporte   | 24' Nolan | Árbitra: Saphire Stockman          | Árbitra: Saphire Stockman |

| 31 de octubre de 2023 | Bermudas                                | 4:2 (3:2) | Barbados            | National Sports Centre, Devonshire |                       |
| 18:30 (UTC-3)         | Masters 5' · Davis 10' · Nolan 12', 74' | Reporte   | 34', 45+5' Thompson | Árbitra: Katia García              | Árbitra: Katia García |

| 31 de octubre de 2023 | República Dominicana                                 | 4:0 (3:0) | San Vicente y las Granadinas | Estadio Olímpico Félix Sánchez, Santo Domingo |                          |
| 19:00 (UTC-4)         | Jackson 2' · Marte 18' · Vallecillo 40' · Cuevas 60' | Reporte   |                              | Árbitra: Suleimy Linares                      | Árbitra: Suleimy Linares |

| 1 de diciembre de 2023 | Barbados  | 1:7 (1:2) | República Dominicana                                                       | Wildey Turf Stadium, Saint Michael |                         |
| 19:00 (UTC-4)          | Small 32' | Reporte   | 21', 33' Asenjo · 48', 87' Marte · 68' Oviedo · 77' González · 82' Peralta | Árbitra: Karitza Guerra            | Árbitra: Karitza Guerra |

| 1 de diciembre de 2023 | Bermudas | 3:0 (w/o) | San Vicente y las Granadinas | National Sports Centre, Devonshire |  |
| 20:30 (UTC-3)          |          | Reporte   |                              |                                    |  |

| 5 de diciembre de 2023 | San Vicente y las Granadinas                                        | 4:2 (1:0) | Barbados                            | Estadio Hasely Crawford, Puerto España, Trinidad y Tobago |                       |
| 16:00 (UTC-4)          | Hooper 12' · Connell 82' · Thompson 84' (a.g.) · Charles 89' (pen.) | Reporte   | 74' Stevenson · 90+3' (a.g.) Bowens | Árbitra: Glenda López                                     | Árbitra: Glenda López |

| 5 de diciembre de 2023 | República Dominicana    | 2:0 (1:0) | Bermudas | Estadio Olímpico Félix Sánchez, Santo Domingo |                                |
| 18:00 (UTC-4)          | Oviedo 17' · Asenjo 87' | Reporte   |          | Árbitra: Marie-Soleil Beaudoin                | Árbitra: Marie-Soleil Beaudoin |

## Liga C

### Grupo A
| Pos. | Equipo                | Pts. | PJ | G | E | P | GF | GC | Dif. |
| ---- | --------------------- | ---- | -- | - | - | - | -- | -- | ---- |
| 1    | Belice                | 18   | 6  | 6 | 0 | 0 | 20 | 1  | +19  |
| 2    | Aruba                 | 9    | 6  | 3 | 0 | 3 | 19 | 6  | +13  |
| 3    | Bonaire               | 7    | 6  | 2 | 1 | 3 | 6  | 17 | −11  |
| 4    | Islas Turcas y Caicos | 1    | 6  | 0 | 1 | 5 | 0  | 24 | −24  |

Actualizado a los partidos jugados el 4 de diciembre de 2023.
 Fuente: Concacaf
| 21 de septiembre de 2023 | Belice                   | 2:0 (0:0) | Aruba | FFB Stadium, Belmopán     |                           |
| 16:00 (UTC-6)            | Bowden 65' · Eiley 90+1' | Reporte   |       | Árbitra: Mayary Cartagena | Árbitra: Mayary Cartagena |

| 21 de septiembre de 2023 | Bonaire | 0:0     | Islas Turcas y Caicos | Estadio Antonio Trenidat, Rincón |                        |
| 20:00 (UTC-4)            |         | Reporte |                       | Árbitra: Alex Billeter           | Árbitra: Alex Billeter |

| 25 de septiembre de 2023 | Islas Turcas y Caicos | 0:5 (0:3) | Aruba                                                 | TCIFA National Stadium, Providenciales |                          |
| 16:00 (UTC-4)            |                       | Reporte   | 1' Lammers · 10', 86' Gumbs · 21' Henao · 75' Susanna | Árbitra: Janeishka Cabán               | Árbitra: Janeishka Cabán |

| 25 de septiembre de 2023 | Belice                          | 3:0 (1:0) | Bonaire | FFB Stadium, Belmopán |                      |
| 19:30 (UTC-6)            | Bowden 34' · Velasquez 48', 64' | Reporte   |         | Árbitra: Mirian León  | Árbitra: Mirian León |

| 26 de octubre de 2023 | Islas Turcas y Caicos | 0:6 (0:2) | Belice                                                                   | TCIFA National Stadium, Providenciales |                           |
| 16:00 (UTC-4)         |                       | Reporte   | 11', 67' Bowden · 36' Velasquez · 49' Lambey · 54' Eiley · 77' Rodriguez | Árbitra: Danielle Cheskie              | Árbitra: Danielle Cheskie |

| 26 de octubre de 2023 | Bonaire                                        | 3:1 (2:1) | Aruba              | Estadio Antonio Trenidat, Rincón |                          |
| 19:30 (UTC-6)         | Wijnschenk 36' (pen.), 42' (pen.) · Rier 90+3' | Reporte   | 11' (pen.) Susanna | Árbitra: Isabelle Duclos         | Árbitra: Isabelle Duclos |

| 30 de octubre de 2023 | Aruba                                                        | 5:0 (2:0) | Bonaire | Complejo Deportivo Guillermo Próspero Trinidad, Oranjestad |                          |
| 16:00 (UTC-4)         | Gumbs 30' · Doornkamp 45' · Susanna 63', 90+4' · Lammers 86' | Reporte   |         | Árbitra: Myriam Marcotte                                   | Árbitra: Myriam Marcotte |

| 30 de octubre de 2023 | Belice                         | 3:0 (1:0) | Islas Turcas y Caicos | FFB Field, Belmopán     |                         |
| 21:30 (UTC-6)         | Jones 44', 52' · Velasquez 48' | Reporte   |                       | Árbitra: Karitza Guerra | Árbitra: Karitza Guerra |

| 30 de noviembre de 2023 | Aruba                                                                  | 8:0 (3:0) | Islas Turcas y Caicos | Complejo Deportivo Guillermo Próspero Trinidad, Oranjestad |                     |
| 15:00 (UTC-4)           | Susanna 4', 45+3' (pen.), 71' · Lammers 27', 49', 52', 68' · Lampe 70' | Reporte   |                       | Árbitra: Anya Voigt                                        | Árbitra: Anya Voigt |

| 30 de noviembre de 2023 | Bonaire    | 1:5 (1:2) | Belice                                              | Estadio Antonio Trenidat, Rincón |                         |
| 20:00 (UTC-4)           | Visers 28' | Reporte   | 18' Velasquez · 41', 49' Eiley · 81', 90+3' Tillett | Árbitra: Priscila Pérez          | Árbitra: Priscila Pérez |

| 4 de diciembre de 2023 | Aruba | 0:1 (0:0) | Belice     | Complejo Deportivo Guillermo Próspero Trinidad, Oranjestad |                         |
| 15:00 (UTC-4)          |       | Reporte   | 85' Bowden | Árbitra: Alyssa Nichols                                    | Árbitra: Alyssa Nichols |

| 4 de diciembre de 2023 | Islas Turcas y Caicos | 0:2 (0:2) | Bonaire                  | TCIFA National Stadium, Providenciales |                      |
| 17:00 (UTC-4)          |                       | Reporte   | 19' Visers · 35' van Loe | Árbitra: Mirian León                   | Árbitra: Mirian León |

### Grupo B
| Pos. | Equipo      | Pts. | PJ | G | E | P | GF | GC | Dif. |
| ---- | ----------- | ---- | -- | - | - | - | -- | -- | ---- |
| 1    | Cuba        | 12   | 4  | 4 | 0 | 0 | 11 | 2  | +9   |
| 2    | Santa Lucía | 6    | 4  | 2 | 0 | 2 | 12 | 8  | +4   |
| 3    | Guadalupe   | 0    | 4  | 0 | 0 | 4 | 2  | 15 | −13  |

Actualizado a los partidos jugados el 5 de diciembre de 2023.
 Fuente: Concacaf
| 22 de septiembre de 2023 | Santa Lucía | 1:2 (1:1) | Cuba                         | Daren Sammy Cricket Ground, Gros Islet |                            |
| 18:00 (UTC-4)            | Joseph 15'  | Reporte   | 4' Rodríguez · 90+3' Mengana | Árbitra: Shandor Wilkinson             | Árbitra: Shandor Wilkinson |

| 26 de septiembre de 2023 | Guadalupe   | 1:5 (1:2) | Santa Lucía                             | Estadio Municipal, Sainte-Anne |                           |
| 15:00 (UTC-4)            | Lepante 37' | Reporte   | Louis 2', 45+2', 47', 80' · Marquis 87' | Árbitra: Saphire Stockman      | Árbitra: Saphire Stockman |

| 27 de octubre de 2023 | Guadalupe | 0:2 (0:2) | Cuba                                     | Estadio Municipal, Sainte-Anne |                        |
| 16:00 (UTC-4)         |           | Reporte   | 35' (a.g.) Gustarimac · 44' Pupo Álvarez | Árbitra: Alex Billeter         | Árbitra: Alex Billeter |

| 31 de octubre de 2023 | Cuba                         | 3:0 (3:0) | Guadalupe | Estadio Antonio Maceo, Santiago de Cuba |                       |
| 15:00 (UTC-4)         | Aldana 9', 45+2' · Núñez 37' | Reporte   |           | Árbitra: Glenda López                   | Árbitra: Glenda López |

| 1 de diciembre de 2023 | Santa Lucía                               | 5:1 (3:0) | Guadalupe   | Daren Sammy Cricket Ground, Gros Islet |                       |
| 16:00 (UTC-4)          | Louis 7', 21' · St. Louis 39', 57', 90+2' | Reporte   | 89' Garriba | Árbitra: Cecile Hinds                  | Árbitra: Cecile Hinds |

| 5 de diciembre de 2023 | Cuba                                              | 4:1 (3:0) | Santa Lucía | Estadio Antonio Maceo, Santiago de Cuba |                      |
| 16:00 (UTC-4)          | Núñez 9', 14' · Espinosa 38' · Aguilar 73' (pen.) | Reporte   | 63' John    | Árbitra: Deily Gómez                    | Árbitra: Deily Gómez |

### Grupo C
| Pos. | Equipo                         | Pts. | PJ | G | E | P | GF | GC | Dif. |
| ---- | ------------------------------ | ---- | -- | - | - | - | -- | -- | ---- |
| 1    | Granada                        | 12   | 4  | 4 | 0 | 0 | 16 | 2  | +14  |
| 2    | Islas Vírgenes Estadounidenses | 4    | 4  | 1 | 1 | 2 | 2  | 7  | −5   |
| 3    | Bahamas                        | 1    | 4  | 0 | 1 | 3 | 3  | 12 | −9   |

Actualizado a los partidos jugados el 3 de diciembre de 2023.
 Fuente: Concacaf
| 20 de septiembre de 2023 | Bahamas        | 1:6 (1:2) | Granada                                                                    | Estadio Thomas Robinson, Nasáu |                          |
| 19:00 (UTC-4)            | D. McClure 44' | Reporte   | 12', 74' Thompson · 36' Frank · 79' Ramdhanny · 83' R. Bubb · 92' Williams | Árbitra: Marianela Araya       | Árbitra: Marianela Araya |

| 24 de septiembre de 2023 | Granada                                | 4:1 (1:1) | Bahamas  | Kirani James Athletic Stadium, Saint George's |                        |
| 16:00 (UTC-4)            | Thompson 11', 55', 72' · Fullerton 47' | Reporte   | 42' Edey | Árbitra: Kedeen Foster                        | Árbitra: Kedeen Foster |

| 25 de octubre de 2023 | Granada                                                    | 4:0 (3:0) | Islas Vírgenes Estadounidenses | Kirani James Athletic Stadium, Saint George's |                       |
| 16:00 (UTC-4)         | Sylvester 5' · Thompson 15' · Ramdhanny 17' · Williams 82' | Reporte   |                                | Árbitra: Cecile Hinds                         | Árbitra: Cecile Hinds |

| 29 de octubre de 2023 | Islas Vírgenes Estadounidenses | 0:0     | Bahamas | Bethlehem Soccer Stadium, Santa Cruz |                              |
| 19:00 (UTC-4)         |                                | Reporte |         | Árbitra: Carly Shaw-MacLaren         | Árbitra: Carly Shaw-MacLaren |

| 29 de noviembre de 2023 | Bahamas      | 1:2 (1:2) | Islas Vírgenes Estadounidenses | Campo Roscow R.L. Davies, Nasáu |                             |
| 16:00 (UTC-4)           | Thompson 31' | Reporte   | 16' Taylor · 34' Canizio       | Árbitra: Smeedly Saint Jean     | Árbitra: Smeedly Saint Jean |

| 3 de diciembre de 2023 | Islas Vírgenes Estadounidenses | 0:2 (0:0) | Granada                          | Bethlehem Soccer Stadium, Santa Cruz |                        |
| 19:00 (UTC-4)          |                                | Reporte   | 65' (pen.) Fullerton · 79' Frank | Árbitra: Dilia Bradley               | Árbitra: Dilia Bradley |

### Grupo D
| Pos. | Equipo       | Pts. | PJ | G | E | P | GF | GC | Dif. |
| ---- | ------------ | ---- | -- | - | - | - | -- | -- | ---- |
| 1    | Curazao      | 12   | 4  | 4 | 0 | 0 | 18 | 4  | +14  |
| 2    | Anguila      | 4    | 4  | 1 | 1 | 2 | 8  | 13 | −5   |
| 3    | Islas Caimán | 1    | 4  | 0 | 1 | 3 | 4  | 13 | −9   |

Actualizado a los partidos jugados el 4 de diciembre de 2023.
 Fuente: Concacaf
| 21 de septiembre de 2023 | Anguila                     | 3:1 (2:0) | Islas Caimán | Raymond E. Guishard Technical Centre, The Valley |                        |
| 16:00 (UTC-4)            | Ca. Johnson 12', 45+2', 70' | Reporte   | 89' Stewart  | Árbitra: Belkis Flores                           | Árbitra: Belkis Flores |

| 25 de septiembre de 2023 | Islas Caimán            | 2:2 (1:1) | Anguila                             | Truman Bodden Sports Complex, George Town |                      |
| 15:30 (UTC-5)            | Windsor 33' · Kehoe 74' | Reporte   | 45+3' Minette · 70' Kei. Vanterpool | Árbitra: Deily Gómez                      | Árbitra: Deily Gómez |

| 26 de octubre de 2023 | Islas Caimán | 0:2 (0:0) | Curazao                   | Truman Bodden Sports Complex, George Town |                          |
| 16:30 (UTC-5)         |              | Reporte   | 49' J. Rosa · 53' S. Rosa | Árbitra: Amairany García                  | Árbitra: Amairany García |

| 30 de octubre de 2023 | Curazao                                                                      | 5:2 (3:1) | Anguila                | Estadio Rignaal "Jean" Francisca, Willemstad |                         |
| 20:00 (UTC-4)         | K. Martina 5' · Hansen 12' (pen.), 62' · S. Rosa 18' · Richardson 60' (pen.) | Reporte   | 32' Conner · 89' Gumbs | Árbitra: Tatiana Guzmán                      | Árbitra: Tatiana Guzmán |

| 30 de noviembre de 2023 | Anguila         | 1:5 (0:3) | Curazao                                      | Raymond E. Guishard Technical Centre, The Valley |                         |
| 16:00 (UTC-4)           | Ca. Johnson 87' | Reporte   | 19', 39', 54', 83' K. Martina · 45+5' Hansen | Árbitra: Astrid Gramajo                          | Árbitra: Astrid Gramajo |

| 4 de diciembre de 2023 | Curazao                                                                  | 6:1 (2:1) | Islas Caimán | Estadio Rignaal "Jean" Francisca, Willemstad |                            |
| 20:00 (UTC-4)          | J. Rosa 5' · K. Martina 19', 81' · Hansen 66' · S. Rosa 86' · Pulido 90' | Reporte   | 26' Brown    | Árbitra: Diana Pérez Borja                   | Árbitra: Diana Pérez Borja |

## Repesca
Clasificaron a la repesca los segundos lugares de los 3 grupos de la Liga A y los 3 ganadores de los grupos de la Liga B.
Los seis equipos fueron asignados en enfrentamientos directos (a un solo partido) de acuerdo a la Clasificación de Selecciones Nacionales de la Concacaf, publicada en diciembre de 2023.
Equipos participantes
| Equipo               | Clasificación |
| -------------------- | ------------- |
| Haití                | 7°            |
| El Salvador          | 9°            |
| Guyana               | 11°           |
| República Dominicana | 12°           |
| Guatemala            | 15°           |
| Puerto Rico          | 17°           |

Los partidos se jugaron en la ciudad estadounidense de Carson. Los ganadores clasificaron a la Copa Oro de Concacaf W de 2024
| Equipo 1    | Resultado | Equipo 2             |
| ----------- | --------- | -------------------- |
| Haití       | 0–1       | Puerto Rico          |
| El Salvador | 3–1       | Guatemala            |
| Guyana      | 0–1       | República Dominicana |

| 17 de febrero de 2024 | Guyana | 0:1 (0:0) | República Dominicana | Dignity Health Sports Park (Track & Field Stadium), Carson |                         |
| 16:00                 |        | Reporte   | González 55'         | Árbitra: Crystal Sobers                                    | Árbitra: Crystal Sobers |

| 17 de febrero de 2024 | Haití | 0:1 (0:1) | Puerto Rico         | Dignity Health Sports Park (Track & Field Stadium), Carson |                         |
| 19:00                 |       | Reporte   | Aguilera 41' (pen.) | Árbitra: Priscila Pérez                                    | Árbitra: Priscila Pérez |

| 17 de febrero de 2024 | El Salvador                  | 3:1 (2:0) | Guatemala    | Dignity Health Sports Park (Track & Field Stadium), Carson |                         |
| 22:00                 | Cerén 19', 45+1', 69' (pen.) | Reporte   | Martínez 77' | Árbitra: Tatiana Guzmán                                    | Árbitra: Tatiana Guzmán |

## Goleadoras
| Jugadora           | Equipo               | Goles |
| ------------------ | -------------------- | ----- |
| Melchie Dumornay   | Haití                | 8     |
| Vanessa Susanna    | Aruba                | 7     |
| Otesha Charles     | Guyana               | 6     |
| Bonny Lammers      | Aruba                | 6     |
| Arnicka Louis      | Santa Lucía          | 6     |
| Nérilia Mondésir   | Haití                | 6     |
| Nia Thompson       | Granada              | 6     |
| Batcheba Louis     | Haití                | 5     |
| Kadisha Martina    | Curazao              | 5     |
| Khalydia Velasquez | Belice               | 5     |
| Mikhaila Bowden    | Belice               | 4     |
| Brenda Cerén       | El Salvador          | 4     |
| Sabrina Eiley      | Belice               | 4     |
| Danielle Fuentes   | El Salvador          | 4     |
| Samaria Gómez      | El Salvador          | 4     |
| Danya Gutiérrez    | El Salvador          | 4     |
| Jazmin Jackson     | República Dominicana | 4     |
| Carlia Johnson     | Anguila              | 4     |

### Tripletes o más
A continuación se detallan los tripletes conseguidos a lo largo de la temporada.

#### Liga A
| Fecha      | Jugadora            | Minuto                     | Local                  |                                   | Resultado |                                   | Visitante              | Rep.     |
| ---------- | ------------------- | -------------------------- | ---------------------- | --------------------------------- | --------- | --------------------------------- | ---------------------- | -------- |
| 25/9/2023  | Melissa Herrera     | 9' 73' 80'                 | Costa Rica             | Bandera de Costa Rica             | 11 – 0    | Bandera de San Cristobal y Nieves | San Cristóbal y Nieves | J.2 Gr.C |
| 25/9/2023  | Priscila Chinchilla | 25' 40' 67'                | Costa Rica             | Bandera de Costa Rica             | 11 – 0    | Bandera de San Cristobal y Nieves | San Cristóbal y Nieves | J.2 Gr.C |
| 26/10/2023 | Melchie Dumornay    | 13' 29' 32' 45+5' 55'      | San Cristóbal y Nieves | Bandera de San Cristobal y Nieves | 0 – 11    | Bandera de Haití                  | Haití                  | J.3 Gr.C |
| 26/10/2023 | Nérilia Mondésir    | 20' 44' 89'                | San Cristóbal y Nieves | Bandera de San Cristobal y Nieves | 0 – 11    | Bandera de Haití                  | Haití                  | J.3 Gr.C |
| 30/10/2023 | Batcheba Louis      | 8' 20' 26' 63' 90+6'       | Haití                  | Bandera de Haití                  | 13 – 0    | Bandera de San Cristobal y Nieves | San Cristóbal y Nieves | J.4 Gr.C |
| 30/10/2023 | Melchie Dumornay    | 13' 54' 62'                | Haití                  | Bandera de Haití                  | 13 – 0    | Bandera de San Cristobal y Nieves | San Cristóbal y Nieves | J.4 Gr.C |
| 4/12/2023  | María Paula Salas   | 1' 5' 8' 10' 23' 45+4' 50' | San Cristóbal y Nieves | Bandera de San Cristobal y Nieves | 0 – 19    | Bandera de Costa Rica             | Costa Rica             | J.6 Gr.C |

#### Liga B
| Fecha      | Jugadora        | Minuto           | Local                        |                                         | Resultado |                                         | Visitante                    | Rep.     |
| ---------- | --------------- | ---------------- | ---------------------------- | --------------------------------------- | --------- | --------------------------------------- | ---------------------------- | -------- |
| 22/9/2023  | Rianna Cyrus    | 19' 22' 45+2'    | Barbados                     | Bandera de Barbados                     | 5 – 0     | Bandera de San Vicente y las Granadinas | San Vicente y las Granadinas | J.1 Gr.C |
| 26/9/2023  | Arnicka Louis   | 2' 45+2' 47' 80' | Guadalupe                    | Bandera de Guadalupe (Francia)          | 1 – 5     | Bandera de Santa Lucía                  | Santa Lucía                  | J.2 Gr.C |
| 27/10/2023 | Jazmin Jackson  | 9' 40' 58'       | San Vicente y las Granadinas | Bandera de San Vicente y las Granadinas | 0 – 8     | Bandera de la República Dominicana      | República Dominicana         | J.3 Gr.C |
| 27/11/2023 | Otesha Charles  | 4' 74' 79'       | Dominica                     | Bandera de Dominica                     | 0 – 9     | Bandera de Guyana                       | Guyana                       | J.5 Gr.A |
| 3/12/2023  | Katoucha Patra  | 2' 46' 90+5'     | Surinam                      | Bandera de Surinam                      | 11 – 0    | Bandera de Dominica                     | Dominica                     | J.6 Gr.A |
| 3/12/2023  | Mylaine Tarrieu | 63' 85' 90+4'    | Honduras                     | Bandera de Honduras                     | 1 – 4     | Bandera de Martinica                    | Martinica                    | J.6 Gr.B |

#### Liga C
| Fecha      | Jugadora         | Minuto          | Local       |                        | Resultado |                                  | Visitante             | Rep.     |
| ---------- | ---------------- | --------------- | ----------- | ---------------------- | --------- | -------------------------------- | --------------------- | -------- |
| 21/9/2023  | Carlia Johnson   | 12' 45+2' 70'   | Anguila     | Bandera de Anguila     | 3 – 1     | Bandera de Islas Caimán          | Islas Caimán          | J.1 Gr.D |
| 24/9/2023  | Nia Thompson     | 11' 55' 72'     | Granada     | Bandera de Granada     | 4 – 1     | Bandera de Bahamas               | Bahamas               | J.2 Gr.C |
| 30/11/2023 | Vanessa Susanna  | 4' 45+3' 71'    | Aruba       | Bandera de Aruba       | 8 – 0     | Bandera de Islas Turcas y Caicos | Islas Turcas y Caicos | J.5 Gr.A |
| 30/11/2023 | Bonny Lammers    | 27' 49' 52' 68' | Aruba       | Bandera de Aruba       | 8 – 0     | Bandera de Islas Turcas y Caicos | Islas Turcas y Caicos | J.5 Gr.A |
| 30/11/2023 | Kadisha Martina  | 19' 39' 54' 83' | Anguila     | Bandera de Anguila     | 1 – 5     | Bandera de Curazao               | Curazao               | J.5 Gr.D |
| 1/12/2023  | Krysan St. Louis | 39' 57' 90+2'   | Santa Lucía | Bandera de Santa Lucía | 5 – 1     | Bandera de Guadalupe (Francia)   | Guadalupe             | J.5 Gr.B |

## Clasificadas a laCopa Oro de Concacaf W 2024
| Bandera de México  | Bandera de Panamá  | Bandera de Costa Rica | Bandera de Puerto Rico | Bandera de El Salvador | Bandera de la República Dominicana |  |
| México             | Panamá             | Costa Rica            | Puerto Rico            | El Salvador            | República Dominicana               |  |
| 1° Grupo A, Liga A | 1° Grupo B, Liga A | 1° Grupo C, Liga A    | Ganador Repesca 1      | Ganador Repesca 2      | Ganador Repesca 3                  |  |
| 1/12/2023          | 3/12/2023          | 4/12/2023             | 17/2/2024              | 17/2/2024              | 17/2/2024                          |  |